# Хоуп, Джон, 1-й маркиз Линлитгоу
Джон Адриан Луис Хоуп, 7-й граф Хоуптоун, 1-й маркиз Линлитгоу (англ. John Adrian Louis Норе, 7th Earl of Hopetoun, 1st Marquess of Linlithgow; 25 сентября 1860, Саут-Куинсферри, Западный Лотиан, Шотландия — 29 февраля 1908, По, Атлантические Пиренеи, Франция) — шотландский аристократ, британский государственный деятель, первый генерал-губернатор Австралии.

## Биография

### Детство и юность
Джон Адриан Луис Хоуп был старшим сыном Джона Александра Хоупа, 6-го графа Хоуптоуна (1831—1873), и его жены Этельред Энн оуп (урождённой Рейнардсон) (? — 1884). Обучался в Итонском колледже, затем в военной академии в Сандхёрсте. Окончил академию в 1879 году, но делать военную карьеру не стал. Причиной этого решения стала необходимость заниматься делами имения, которое он унаследовал в 13-летнем возрасте, а также, возможно, слабое здоровье.
В 1883 граф Хоуптоун стал членом палаты лордов от консерваторов, в 1887—1889 годах служил в должности Лорда-верховного комиссара Генеральной ассамблеи Церкви Шотландии.

### Губернатор Виктории
В 1889 году граф Хоуптоун стал рыцарем ордена Святого Михаила и Святого Георгия и был назначен на должность губернатора Виктории. 18 ноября того же года Джон Хоуп в пышной обстановке прибыл в Мельбурн. Хоуптоун предпринимал поездки по всей территории колонии, производя весьма благоприятное впечатление на людей, с которыми встречался. Подкупал и юношеский энтузиазм, с которым граф Хоуптоун управлялся с делами.
Период губернаторства Джона Хоупа протекал на фоне экономической депрессии, охватившей австралийские колонии в 1890-е годы. Одним из последствий этого было массовое закрытие банков; так в Мельбурне к 1893 году продолжало работу с клиентами лишь 4 из них. Впрочем, граф Хоуптоун довольно умело управлял ситуацией и не случайно срок его полномочий был продлен.
Также в это время в австралийских колониях набирало силу движение за федерацию, и губернатор Виктории был его горячим сторонником. Джон Хоуп стал одной из наиболее популярных фигур Виктории и Нового Южного Уэльса, и его отъезд в марте 1895 года у многих вызвал сожаление.

### Генерал-губернатор Австралии

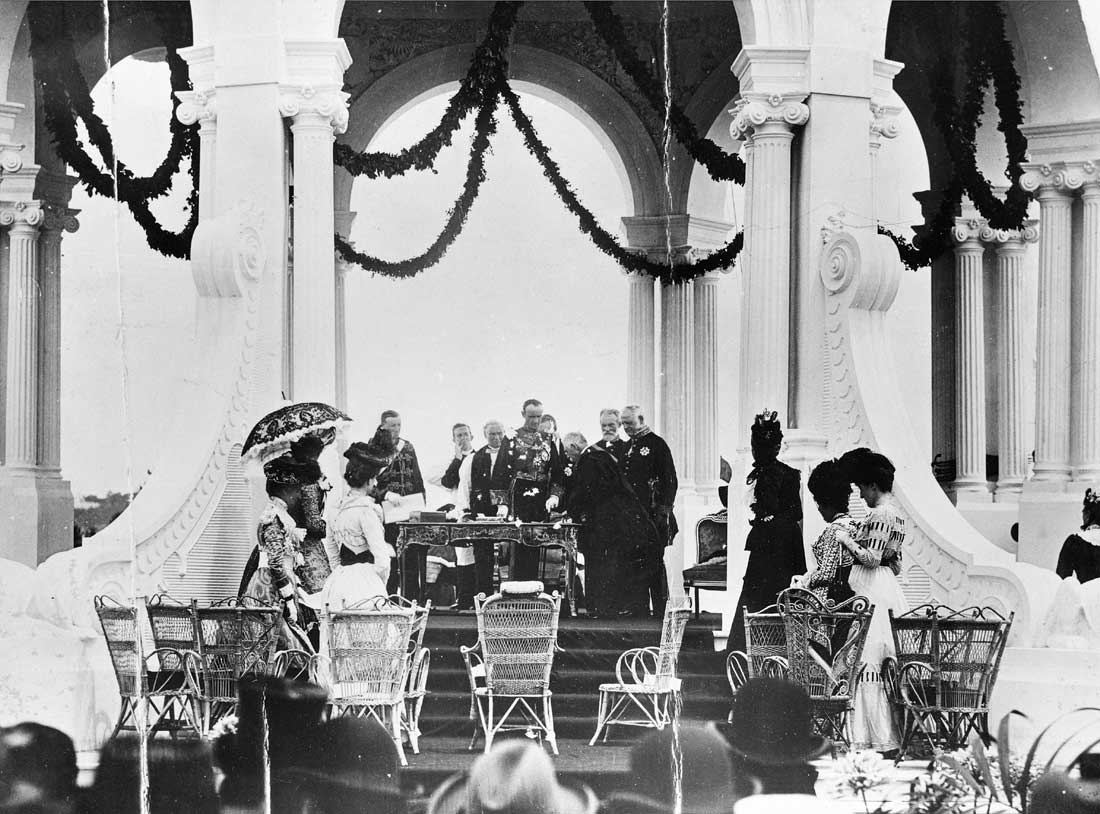
Лорд Хоуптоун принимает присягу в качестве первого генерал-губернатора Австралии

По возвращении в Англию граф Хоупстоун стал генеральным казначеем в правительстве Солсбери и оставался в этой должности до 1898 года. В 1898 году Джону Хоупу предлагалась должность Генерал-губернатора Канады, но тот от неё отказался и до 1900 года был лордом-камергером королевского двора.
13 июля 1900 года королева утвердила кандидатуру графа Хоупстоуна на должность первого генерал-губернатора Австралии. Одновременно он стал рыцарем Ордена Чертополоха и Королевского Викторианского ордена.
После сложного путешествия через Индию, во время которого он переболел брюшным тифом, а его жена — малярией, граф Хоуптоун прибыл в Мельбурн 15 декабря 1900 года. По прибытии Хоуптоун предложил возглавить правительство Австралии премьеру Нового Южного Уэльса Уильяму Лайну. Это решение вызвало недовольство многих федералистов и вошло в историю как «Ошибка Хоуптоуна». В итоге, после напряженных переговоров первым премьер-министром Австралии стал Эдмунд Бартон.

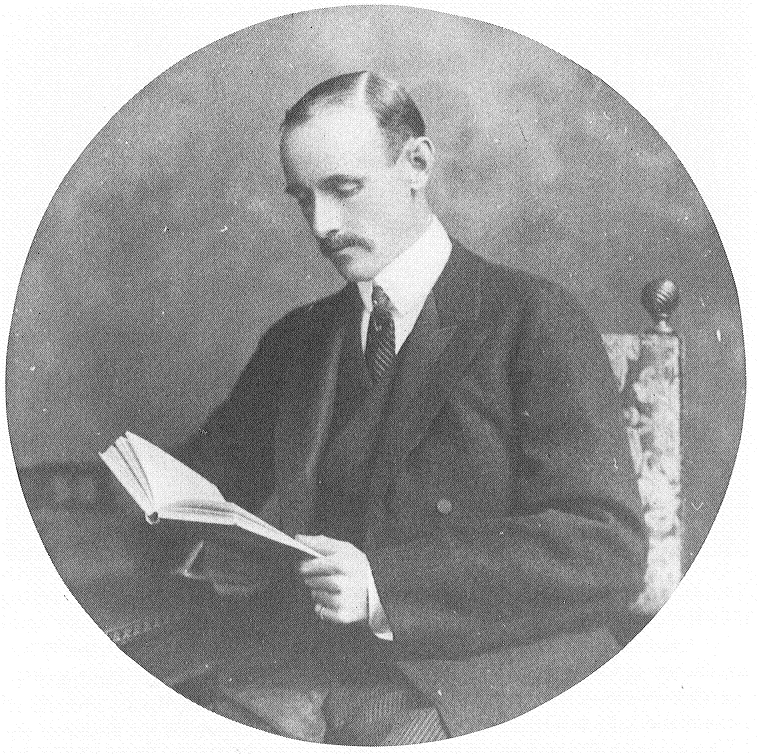
Граф Хоуптоун в 1902 году

Период пребывания Джона Хоупа на посту генерал-губернатора, несмотря на свою кратковременность, был достаточно сложным. У графа Хоуптоуна сложились достаточно напряженные отношения с губернаторами штатов особенно после того, как в феврале 1901 года генерал-губернатор безуспешно попытался получить копии их переписки с британским правительством. Речь графа Хоуптоуна в январе 1902 года по поводу отправки австралийского контингента для участия в Англо-бурской войне вызвала неодобрительную реакцию со стороны оппозиции.
В мае 1902 года английский парламент отверг предложение Бартона по увеличению жалованья генерал-губернатора с 10 до 18 тысяч фунтов стерлингов. В ответ граф Хоуптоун, который к тому времени потратил некоторую часть личных средств на служебные нужды, подал в отставку и 17 июля 1902 года отбыл из Брисбена в Англию. В октябре того же года Джону Хоупу был пожалован титул маркиза Линлитгоу.

### Последние годы
В течение нескольких месяцев 1905 года маркиз Линлитгоу был министром по делам Шотландии, однако слабое здоровье вынудило его оставить политику. 29 февраля 1908 года Джон Хоуп, находясь во французском По, скончался от пернициозной анемии.

## Семья

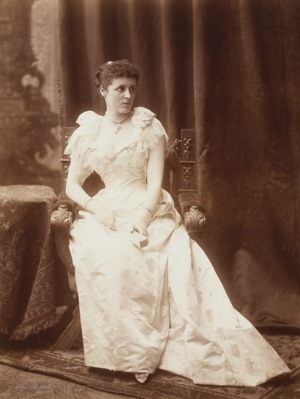
Херси Хоуп, маркиза Линлитгоу (1867—1937), супруга 1-го маркиза Линлитгоу

Джон Хоуп с 18 октября 1886 года был женат на достопочтенной Херси Элис Ивлей-де-Молейнс (31 марта 1867 — 3 апреля 1937), дочери Дэйроллеса Блэкени Эвели де Молейнса, 4-го барон Вентри (1828—1914), и Гарриет Элизабет Фрэнсис Уошоуп (1828—1906). От этого брака у него была две дочери и два сына:
- Виктор Александр Джон Хоуп, 2-й маркиз Линлитгоу (24 сентября 1887 — 5 января 1952), старший сын и преемник отца, с 1936 по 1943 год он был генерал-губернатором Индии.
- Лорд Чарльз Мельбурн Хоуп (20 февраля 1892 — 11 июня 1962)[6], участник Первой мировой войны, холост.
- Леди Жаклин Элис Хоуп (16 июня 1896 — 21 июня 1896)
- Леди Мэри Доротея Хоуп (1903 — 16 января 1995), муж с 1936 года Сидней Чарльз Герберт, 16-й граф Пембрук (1906—1969), от брака с которым у неё было двое детей[7].

## Память

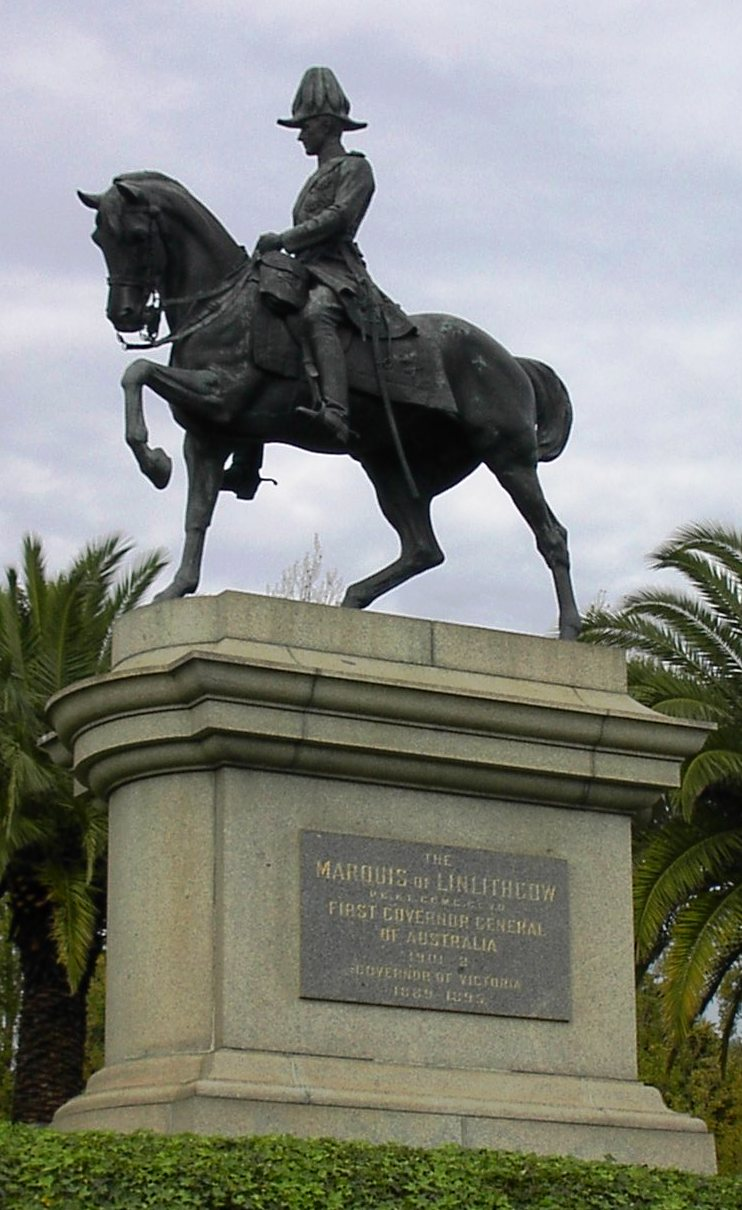
Памятник маркизу Линлитгоу, Линлитгоу-авеню, Мельбурн

Имя маркиза Линлитгоу носит одна из улиц Мельбурна. На этой же улице в 1911 году установлен памятник первому генерал-губернатору Австралии.